# Samuel W. Black
Pour les articles homonymes, voir Black.
Samuel Wylie Black, né le 3 septembre 1816 et mort le 27 juin 1862, est un homme politique démocrate américain. Il est gouverneur du territoire du Nebraska entre 1859 et 1861. Il est tué lors de la bataille de Gaines's Mill, pendant la guerre de Sécession.

## Sources
- (en) Cet article est partiellement ou en totalité issu de l’article de Wikipédia en anglais intitulé « Samuel W. Black » (voir la liste des auteurs).